# Hollerberg
De Hollerberg is een 53 meter hoge heuvel in de Nederlandse provincie Gelderland.
De heuvel ligt in een stuwwal in het noordelijkste deel van de Veluwe, ten oosten van 't Harde, midden op de Oldebroekse Heide op een militair oefenterrein dat met name gebruikt wordt voor schietoefeningen van het Artillerie Schietkamp, dat is gelegen aan de oostzijde van 't Harde.